# Nedvědice
Nedvědice (en allemand : Nedwieditz) est un bourg (městys) du district de Brno-Campagne, dans la région de Moravie-du-Sud, en République tchèque. Sa population s'élevait à 1 335 habitants en 2020.

## Géographie
Nedvědice se trouve à 9 km au sud-sud-ouest de Tišnov, à 36 km au nord-ouest de Brno et à 153 km au sud-est de Prague.
La commune est limitée par Ujčov au nord, par Skorotice à l'est, par Černvír au sud-est, par Sejřek au sud, par Věžná à l'ouest et par Býšovec au nord-ouest.

## Histoire
La première mention écrite de la localité date de 1350.